# Bastide Marin
La Bastide MARIN est une maison de maître du XVIIe siècle à La Ciotat, dans les Bouches-du-Rhône.
Visitez la Bastide MARIN

## Histoire
Cette bastide, typique de la région d'Aix-en-Provence et Marseille, doit son nom à une des familles les plus renommées de La Ciotat. Les recherches historiques réalisée par l'association qui a sauvé l'édifice de la destruction ont permis de remonter le temps jusqu'au XVIe siècle.
La Bastide MARIN aura plusieurs propriétaires célèbres; Les MARIN, ABEILLE, PORTALIS, FABRE ont vécu ici. Des capitaines au long cours, pour la plupart originaires d'Italie, des armateurs ayant fait fortune dans le commerce avec les pays du Levant, puis sur tous les flots de notre planète.
La bastide est inscrite au titre des monuments historiques, depuis le 4 mars 2013. Depuis 2004, l'association " La Ciotat, il était une fois " gère la restauration de la bastide, elle y a créé un Centre d'Interprétation du Matrimoine Méditerranéen. Le public y est accueilli pour quelques heures en visite libre ou commentée deux fois par semaine. Les Amis de la Bastide Marin proposent un programme culturel annuel, des conférences, des spectacles historiques et des rendez-vous autour du patrimoine naturel qui fleurit les jardins historiques. Ils organisent également un Festival des Pays latins "Fest'aqui" et " Un Festival euro-méditerranéen " en cœur de ville mettant à l'honneur le XVIIIe siècle et l'Histoire maritime de la cité. En 2021, la Bastide Marin est sélectionnée dans la liste des sites retenus pour le loto du patrimoine en 2021.

## A voir aussi